# 牛排菌科
牛排菌科（学名：Fistulinaceae），是伞菌目下的一个科。

## 属
- 盘孔菌属 Porodisculus
- 牛排菌属 Fistulina Bull. (1791)
- 假牛舌菌属 Pseudofistulina